# Tadeusz Majewski (lekkoatleta)
Tadeusz Majewski (ur. 14 lipca 1954) – polski lekkoatleta, specjalizujący się w rzucie dyskiem, medalista mistrzostw Polski.

## Kariera sportowa
Występował w barwach Śląska Wrocław.
Na mistrzostwach Polski seniorów zdobył trzy brązowe medale w rzucie dyskiem: w 1980, 1981 i 1984. 
Rekord życiowy w rzucie dyskiem: 61,58 (17.09.1983). 